# اودیپ
اودیپ یا ایدیپوس (به یونانی: Οιδίπους، به معنای متورم پای)، در اساطیر یونانی پادشاه افسانه‌ای تبای، تنها فرزند لایوس و یوکاسته است.
یکی از پیشگویان معبد دلفی به لایوس گفت در صورتی که از یوکاسته صاحب فرزندی شود، به دست آن فرزند کشته خواهد شد. پس لایوس او را به چوپانان سپرد تا در کوه رهایش کنند. اما چوپانان او را به مروپی، همسر پولیبس سپردند. روزی اودیپ از کسی شنید که فرزند پولیبُس نیست. او برای یافتن حقیقت نزد پیشگوی معبد دلفی رفت و او به جای پاسخ سوالش به اودیپ گفت که روزی پدرش را خواهد کشت و با مادرش ازدواج خواهد کرد. اودیپ برآشفت، نزد پولیبُس بازنگشت و راه تبای را در پیش گرفت. در راه به لایوس برخورد کرد و در نزاعی او را کشت و نادانسته با یوکاسته، مادرش، ازدواج کرد. زمانی که حقیقت را دریافت، خود را کور کرد. یوکاسته نیز خود را کشت. اودیپ از یوکاسته دو پسر به نام‌های پولونیکس، اتئوکلس و دو دختر به نام‌های آنتیگونه و ایسمنه داشت.

## افسانه اودیپ

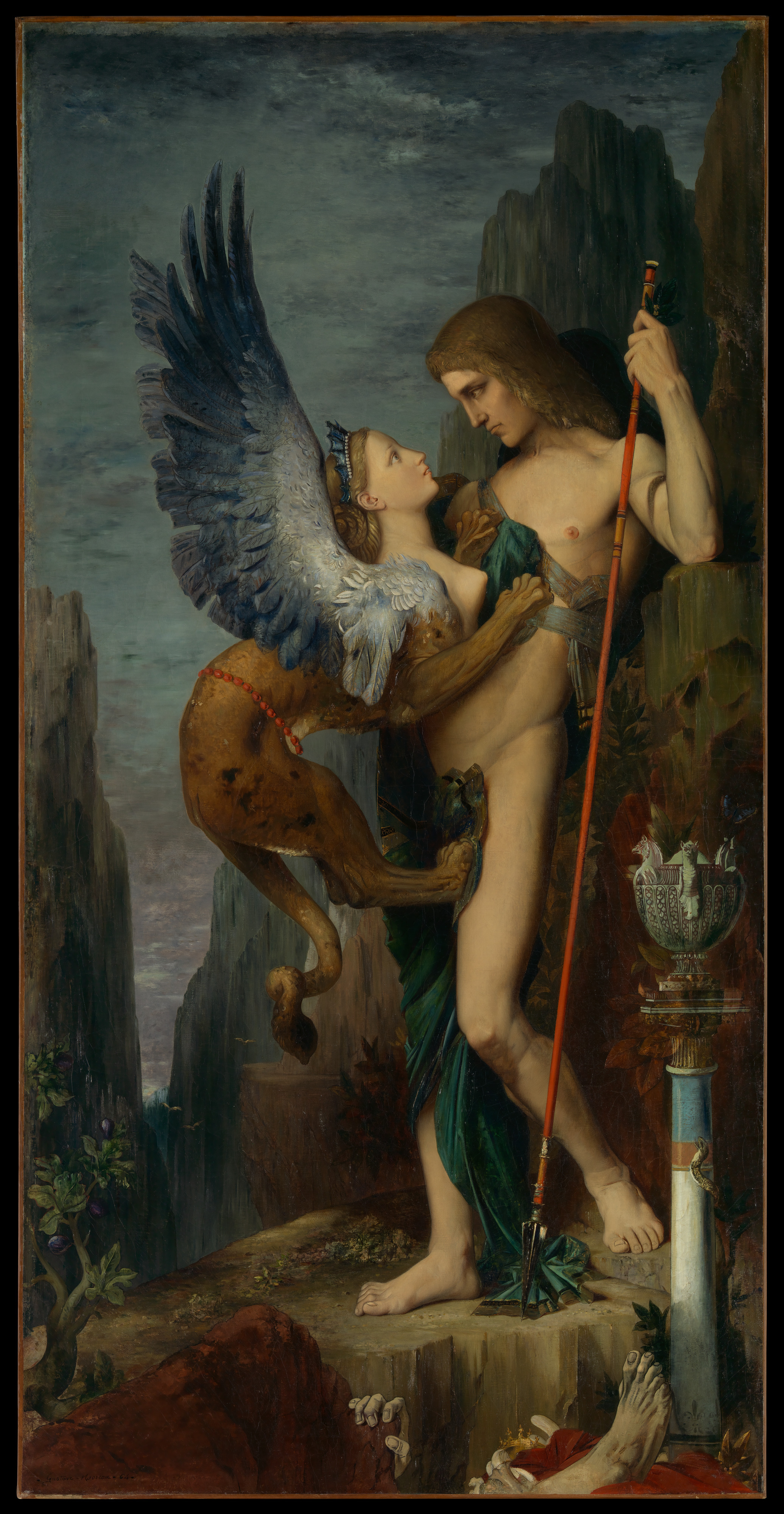
اودیپ و ابوالهول.

چون غیبگویان خبر داده‌بودند که اودیپ عاقبت شوهر مادرش خواهدشد و پدرش را خواهد کشت او را از تبای طرد کرده روی کوهی گذاشتند و چوپانی او را به شاه کورینت سپرد. چون از گفته پیشگویان آگاه شد پیوسته از ملاقات پدر و مادر گریزان بود. تا اینکه روزی در تنگه فوسیس با پدر دچار آمد و ندانسته او را کشت. پس از آن به دروازه شهر تبای رسید و آنجا با ابوالهول روبرو شد. ابوالهول از کسانی که عزم ورود به شهر داشتند معمائی می‌پرسید و هرکس را که از جواب عاجز می‌ماند می‌بلعید. از اودیپ پرسید کدام جانور است که بامدادان با چهارپا و در میانه روز با دوپا و شامگاهان با سه پا راه رود. اودیپ گفت: انسان است که در کودکی با چهارپا و در جوانی با دوپا و در پیری با سه پا حرکت می‌کند، اودیپ پاسخ گفت و سپس ابوالهول را کشت و وارد شهر تبای شد و چون بر اسفینکس غالب شده بود به سلطنت رسید و باز ندانسته با مادر همسری کرد و از او چهار فرزند آورد. خدایان تبای از جنایات او در خشم شدند و آن شهر را به طاعون مبتلا ساختند و سرانجام اودیپ از قتل پدر و همسری با مادر آگاه شد و چشمان خود را کور کرد و رو به بیابان نهاد.

## تولد و تقدیر اودیپ
لایوس همسر یوکاسته و شاه تبای که از نداشتن وارث در رنج بود، روزی با پیشگوی معبد دلفی در این خصوص مشورت می‌کند. پیشگو برای او توضیح می‌دهد که این مسئله به ظاهر مصیبت بار در واقع برکتی است از جانب خدایان، زیرا فرزند مقدر شده از پیوند او و همسرش نه تنها او را خواهد کشت که با مادرش نیز ازدواج خواهد نمود و پیشامدهای مصیبت باری را سبب می‌شود که خانه خرابی آخرین ارمغان آن خواهد بود. از آن پس لایوس به سبب حفظ جان، بدون کوچک‌ترین توضیحی، از هم بستری با یوکاسته سرباز می‌زند.
بعد از ۹ ماه یوکاسته فرزندی به دنیا می‌آورد. لایوس برای جلوگیری از به حقیقت پیوستن پیشگویی نوزاد را از آغوش دایه‌اش بیرون کشیده و مچ پای او را برای عبور دادن بندی سوراخ می‌کند و سپس رهایش می‌کند.
نوزاد توسط همسر شاه کورینت، مروپه پیدا می‌شود، (یا توسط چوپانی که او را نزد شاه کورینت می‌برد).
کودک با گمان اینکه فرزند شاه کورینت (پولیبُس) است، در قلمرو پادشاهی کورینت بزرگ می‌شود.
در کودکی نامش را اودیپ می‌گذارند که در یونانی به معنی ” متورم پای “ است.
سال‌ها بعد یکی از دشمنان اودیپ به قصد آزارش، به او می‌گوید که او فرزند پولیبُس نیست و در واقع یک کودک سرراهی است. اودیپ رنجیده خاطر از شاه، جویای حقیقت می‌شود و شاه در نهایت به او چیزی می‌گوید که بسیار دور از واقعیت است. اودیپ که هنوز به آنچه شنیده اطمینانی ندارد، مصمم می‌شود که برای تحقیق و پرسش به سراغ پیشگوی معبد دلفی برود و از او نشان والدین واقعی‌اش را جویا شود.
هنگامی که به مقصد می‌رسد پیشگو، وحشت‌زده او را از محل زندگی‌اش بیرون می‌اندازد، ولی قبل از آن به او می‌گوید که پدرش را خواهد کشت و با مادرش ازدواج خواهد کرد.
اودیپ هراسان از شنیدن این موضوع و برای جلوگیری از کشتن پولیبُس و ازدواج با مروپی تصمیم می‌گیرد که دیگر هرگز به کورینت بازنگردد و به تبای برود. بر سرراه تبای بر سر کوهی ابوالهول نشسته بود. او از کسانی که می‌گذشتند چیستانی می‌پرسید و اگر آن شخص نمی‌توانست به چیستان پاسخ صحیح دهد او را می‌بلعید. جارچی لایوس با دیدن جوانی بر سر راه عبور شاه، به او امر می‌کند که راه را برای عبور شاه باز کند اما وقتی می‌بیند. اودیپ برای اطاعت از فرمان او شتابی از خود نشان نمی‌دهد، خشمگین یکی از اسب‌های او را می‌کشد و به سمت او هجوم می‌آورد و به پای قهرمان می‌کوبد. اودیپ نیز در دفاع، به کالسکه حامل لایوس حمله می‌کند. لایوس خود را در محاصره اسبهایی می‌بیند که افسارشان به دست اودیپ است. اودیپ لایوس را روی زمین می‌کشد تا او می‌میرد.
بدین ترتیب اولین بخش از پیشگویی به حقیقت می‌پیوندد. به دنبال خبر کشته شدن پادشاه، مردم تبای برادر یوکاسته یعنی کرِئون را به شاهی برمی‌گزینند.
شاه جدید هم نمی‌داند که چطور باید با ابوالهول مقابله کند و زمانی که ابوالهول پسرش را می‌بلعد او اعلام می‌کند که تخت پادشاهی و همسری خواهرش از آن کسی است که معما را حل کند.

## چیستان ابوالهول
درست در همین شرایط اودیپ به تِبای می‌رسد و به ابوالهول برمی‌خورَد. او هیولایی است با سرِ زن و بدن شیر، دُم مار و بال‌های پرندگان وحشی.
معمای او چنین بود:
کدام مخلوق است که صبح با چهار پا، ظهر با دو پا و شب‌هنگام با سه پا راه می‌رود؟
معمای دیگری نیز وجود داشت با این شرح:
کدام دو خواهرند که یکی دیگری را به دنیا می‌آورَد و سپس آن دیگری اولی را؟
هیچ‌کدام از اهالی تِبای نمی‌توانستند به این چیستان‌ها پاسخ گویند؛ بنابراین، ابوالهول آن‌ها را یکی پس از دیگری می‌بلعید.
در یک نسخهٔ قدیمی‌تر، گفته می‌شود که مردم تِبای هر روز در میدان شهرگرد هم جمع می‌آمدند تا با کمک یکدیگر راه‌حلی برای سؤال‌ها بیابند، اما بدون آنکه موفق شوند، در پایان هر نشست، ابوالهول یکی از آن‌ها را می‌بلعید.
اودیپ بعد از شنیدن چیستان‌ها بلافاصله به آن‌ها پاسخ داد.
جواب معمای اول انسان است؛ اوست که در دوران کودکی که صبحِ زندگانیِ اوست، بر چهار پا (دو دست و دو پا)، در میانهٔ زندگی با دو پا، و در نهایت با سه پا (منظور از پای سوم عصای دوران سالخوردگی است) راه می‌رود. پاسخ معمای دوم، شب و روز است. آن دو خواهر هستند، زیرا هر دو کلمه در زبان یونانی مؤنث‌اند.
ابوالهول خود را از بالای کوهی که بر آن قرار گرفته بود به زیر می‌افکنَد، یا به روایت دیگر، این اودیپ است که او را از کوه به پایین پرتاب می‌کند. کرِئون، خرسند از شجاعت جوان قهرمان و بیش از هر چیز، به دلیل انتقام خون پسرش، تخت سلطنت و همسری خواهرش را به اودیپ تقدیم می‌کند، و بدین‌سان پیشگویی تا به نهایت به حقیقت می‌پیوندد.

## پادشاهی و تبعید اودیپ
از ازدواج آن دو، دو فرزند پسر به نام‌های پولونیکس و اتئوکلس و دو فرزند دختر به نام‌های آنتیگونه و ایسمنه به‌وجود می‌آیند.
بعد از یک دوران طولانی و درخشان پادشاهی، شهر تبای گرفتار طاعون می‌شود. اودیپ از کرِئون می‌خواهد تا از پیشگوی معبد دلفی علت مصیبت را جویا شود و کرِئون با پاسخ از نزد پیشگو بازمی‌گردد.
تنها در صورتی که انتقام خون لایوس گرفته شود، طاعون خاتمه می‌یابد.
اودیپ اعلام می‌کند که عامل جنایت را از کشور تبعید خواهد نمود و این همان عاقبتی است که برای خودش رقم می‌زند. او سپس از تریسیا نام و نشانی مقصر را جویا می‌شود و تریسیا که به واسطهٔ ارتباط با دنیای مردگان تمام داستان را می‌داند از دادن پاسخ به نحوی سرباز می‌زند و اودیپ مظنون می‌شود که شاید عاملین جنایت خود تریسیا و کرِئون هستند و این آغازی است برای اختلاف میان اودیپ و کرِئون. یوکاسته برای اثبات بیگناهی آنان، سخن پیشگویان راجع به اینکه فرزند لایوس و یوکاسته او را خواهد کشت، به اودیپ می‌گوید و در حالی که گمان می‌برد این موضوع به حقیقت نپیوسته است اضافه می‌کند که لایوس به دست راهزنان بر سر تقاطعی کشته شد.
از شنیدن لغت تقاطع اودیپ وحشت زده می‌شود و از او می‌خواهد که لایوس و کالسکه‌اش را توصیف کند. در همین هنگام از کورینت پیکی می‌رسد و به او خبر مرگ مردی را می‌دهد که اودیپ او را پدر خود می‌پنداشت، پولیبُس. یوکاسته و اودیپ بدین ترتیب آسوده‌خاطر می‌شوند که پیشگویی پیشگو دربارهٔ اودیپ به حقیقت نپیوسته است اما پیک به اودیپ می‌گوید که پولیبُس پدر واقعی او نبوده است. یوکاسته خود را می‌کشد و اودیپ با سنجاق سینهٔ مادر - همسرش خود را کور می‌کند. کرِئون برای مدتی مجدداً بر تخت پادشاهی می‌نشیند و حقیقت را از پسران اودیپ مخفی می‌دارد. اما آن‌ها با آگاهی از موضوع می‌خواهند که اودیپ را از تبای تبعید کنند. اودیپ رنجیده خاطر از فرزندانش، آن‌ها را نفرین می‌کند و می‌گوید که آن‌ها به دست یکدیگر کشته خواهند شد.

## پایان زندگی اودیپ
بدین ترتیب قهرمان نابینا، که توسط دخترانش، آنتیگونه و ایسمنه همراهی می‌شود به گدایی و عبادت مشغول می‌شود. بعد از سالهای طولانی، تسیوس او را می‌یابد و به او و دخترانش در قلمرو پادشاهی خود خوشامد می‌گوید. پیشگویی خبر می‌دهد کشوری که میزبان مقبرهٔ اودیپ باشد از طرف خدایان متبرک خواهد شد، بنابراین کرِئون سعی می‌کند که اودیپ در حال مرگ را راضی به بازگشت کند. اما اودیپ که مورد مهمان نوازی تسیوس قرار گرفته، درخواست او را نمی‌پذیرد و می‌خواهد بعد از مرگ نیز خاکسترش در همان‌جا باقی بماند.
اودیپ که می‌داند پایان این زندگی با صدای رعد و برق به او اعلام خواهد شد با شنیدن اولین صدای رعد تسیوس را خبر می‌کند. در زیر باران اودیپ به نزدیکی یک خلیج می‌رسد که چند پلکان برنزی تا دنیای اموات فاصله دارد. آنجا می‌نشیند لباسهای کثیفش را از تن بیرون آورده و سپس دخترانش او را می‌شویند و به او لباس‌های نو می‌پوشانند و او همراه دخترانش مرثیهٔ مرگ می‌خوانند. به محض اینکه آواز مرگ تمام می‌شود، صدای خدایی شنیده می‌شود که اودیپ را می‌خواند. بلافاصله صدای رعدی مهیب شنیده می‌شود، چنان مهیب که تسیوس صورتش را با ردا می‌پوشاند و هنگامی که دست‌هایش را برمی‌دارد می‌بیند اودیپ برای همیشه ناپدید شده است.

## قسمتی از نمایشنامه
.همسرایان: می‌خواهیم حقیقت هیاهویی را که تا به امروز بر سر زبان‌هاست بدانم
..ایدیپوس: وای بر من
.همسرایان: آرام باش تمنا می‌کنم
..ایدیپوس: بسیار ناهنجار است. باری می‌گویم. من نارواترین بیداد را بر خود هموار کردم. من ستمی ناسزاوار بر خود هموار کردم. خدا می‌داند که اختیاری در کار نبود
.همسرایان: در چه کاری؟
..ایدیپوس: در ازدواجی ننگین به خاطر شرم نادانسته به زناشویی رسوایی دست زدم
.همسرایان: می‌گویند مادرت در این پیوند ننگین همسر تو بود
..ایدیپوس: بیاد آوردن آن در حکم مرگ من است. تازه این دو نیز(آنتیگنه و ایسمنه) از آن منند
.همسرایان: نه
..ایدیپوس: فرزندان نفرین شده
.همسرایان: آه، خدایا
..ایدیپوس: و میوه‌های بطن همان مادر
.همسرایان: دختران تو و
..ایدیپوس: خواهرانم! آه خواهران پدر خود
.همسرایان: آیا پدرت را
..ایدیپوس: باز هم رنجی دیگر و شکنجه‌ای تازه؟
.همسرایان: تو او را کشتی؟
..ایدیپوس: آری اما به حق
.همسرایان: به حق؟
..ایدیپوس: آری (ناشناخته، در راه) کسی را کشتم که می‌خواست مرا بکشد.